# Карима Аббуд
Карима Аббуд (на арабски: كريمة عبّود‎‎), известна още като Госпожа Фотографката е палестинска професионална фотографка и творец, която живее и работи в Ливан и Палестина в първата половина на XX век.

## Биография
През 1896 г., годината, в която е родена, баща ѝ Асад Аббуд е пастор в Шефарам. Скоро след това той се присъединява към лютеранската църква става пастор и заминават за Бейт Джала, където е пастор от 1899 до 1905 г. След това живеят във Витлеем, където по-късно е назначен за енорийски свещеник. Карима посещава училището за момичетата в Йерусалим.
През 1913 г. във Витлеем започва да се интересува от фотографията, след като баща ѝ подарява фотоапарат за 17-ия ѝ рожден ден. Първите ѝ снимки са на нейното семейство, приятели и пейзажи от Витлеем, а първата ѝ снимка е от октомври 1919 г.
След това изучава арабска литература в Американския университет в Бейрут, Ливан. По това време предприема пътешествие до Баалбек, за да снима археологическите обекти там. Създава собствено фотографско студио, снимайки жени и деца, сватби и други церемонии. Прави множество снимки на обществени места в Хайфа, Назарет, Витлеем и Тиберия.
Майката ѝ умира през 1940 г., което я подтиква да напусне Назарет, първо заминава за Ерусалим, а след това за Витлеем. В писмо до братовчедите си от 1941 г. изразява желание да издаде албум за фотографската си дейност и да се върне в Назарет. В събитията, преди и след арабско-израелската война от 1948 г., се знае малко за това къде живее или какво е преживяла. Известно е, че баща ѝ умира през юни 1949 г. в родния си град в Южен Ливан. Също така е известно, че Карима в крайна сметка се завръща в Назарет, където умира през 1955 г.
Нейни оригинални фотографии са събрани заедно от Ахмед Мроуат, директор на архива в Назарет. През 2006 г. Боки Боаз, израелски колекционер на антики, открива над 400 оригинални фотографии на Аббуд в изоставена къща в квартал Катамон в Йерусалим.

## Галерия
- Фотографии от Карима Аббуд
- Цветна пощенска картичка на река Йордан
- Пощенска картичка от Кафр Кана
- Снимка от Витлеем
- Снимка от Тиберия